# Đảo Axel Heiberg
Axel Heiberg là một hòn đảo thuộc vùng Qikiqtaaluk, Nunavut, Canada. Đảo nằm tại Bắc Băng Dương, là đảo lớn thứ 31 trên thế giới và đảo lớn thứ bảy của Canada. Theo Cơ quan Thống kê Canada, đảo có diện tích 43.178 km2 (16.671 dặm vuông Anh).
Axel Heiberg là một trong các đảo lớn của quần đảo Bắc Cực Canada, nó cũng là một thành viên thuộc quần đảo Sverdrup và quần đảo Nữ hoàng Elizabeth. Đảo được biết đến với các khu rừng hóa thạch khác thường của nó, có niên đại từ thế Thủy Tân. Do thiếu sự khoáng hóa trong nhiều mẫu vật rừng, nên việc chúng được mô tả theo truyền thống là "hóa thạch" đã trở nên yếu thế và "ướp xác" có thể là cách mô tả rõ ràng hơn. Một điều rõ ràng là rừng đảo Axel Heiberg trước đây là kiểu rừng đất ngập nước ở vĩ độ cao.